# La Femme que j'aimais
Pour plus de détails, voir Fiche technique et Distribution.
La Femme que j'aimais (The Gift of Love) est un film américain réalisé par Jean Negulesco et sorti en 1958.

## Synopsis
Un brillant scientifique, Bill Beck, est marié avec Julie, la secrétaire de son médecin. Cinq ans après leur mariage, ce médecin traite Julie pour une maladie de cœur, dont elle décide de garder le secret. Elle suggère à Bill d'adopter un enfant pour qu'il ne soit pas seul après sa mort qu'elle sent proche.

## Fiche technique
- Titre français : La Femme que j'aimais[1]
- Titre original américain : The Gift of Love
- Réalisation : Jean Negulesco
- Scénario : Luther Davis, Nelia Gardner White
- Production : Twentieth Century Fox
- Producteur : Charles Brackett
- Musique : Cyril J. Mockridge, Alfred Newman
- Montage : Hugh S. Fowler
- Pays d'origine :  États-Unis
- Durée : 105 minutes
- Date de sortie :
  - États-Unis : 11 février 1958
  - France : 22 mai 1959[1]

## Distribution
- Lauren Bacall : Julie Beck
- Robert Stack : William 'Bill' Beck
- Evelyn Rudie : Mehitabel aka Hitty
- Lorne Greene : Grant Allan
- Anne Seymour : Miss McMasters
- Edward Platt : Dr. Jim Miller
- Joseph Kearns : Mr. Rynicker

## Commentaire
La Femme que j'aimais est un remake du film de Walter Lang de 1946 Sentimental Journey.